# I. Baszileiosz bizánci császár
I. Baszileiosz (ógörögül: Βασίλειος, Makedónia, 836. május 25. – Konstantinápoly, 886. augusztus 22.) a Bizánci Birodalom császára (uralkodott társcsászárként 866. május 26-ától; egyeduralkodóként 867. szeptember 24-étől haláláig), a Makedón-dinasztia megalapítója volt. III. (Részeges) Mikhaél kegyenceként emelkedett társcsászári rangra, majd megölésével egyeduralkodó lett. A trónon fia, VI. Leó követte, de később Baszileiosz másik fia, III. Alexandrosz is császár lett.

## Felemelkedése
Baszileosz egy Makedóniába települt armeniai származású család sarja volt. 813-tól kezdve családja bolgár fogságban élt, így gyermekkorának egy részét itt töltötte, majd sikeresen megszökött, és Theophilitzész szolgálatába állt, aki a III. Mikhaél felett gyámkodó Bardasz rokona volt. Patréban szolgálva egy Daniélisz nevű hölgy kegyeit sikerült elnyernie, aki házába fogadta, és vagyonnal ajándékozta meg. Az istállószolgaként dolgozó, nagydarab, erős Baszileiosz III. Mikhaél figyelmét egy birkózó mérkőzés megnyerésével hívta fel magára, és hamarosan a császár testőre (parakoimoménosz) lett. Hogy még inkább a császár kegyeibe férkőzzön, elvált feleségétől, és elvette Mikhaél egyik szeretőjét, Eudokia Ingerinát. Később rebesgették, hogy Baszileiosz fia és örököse, VI. Leó valójában Mikhaél gyermeke.

## A birodalom élén
865. április 21-én a császár beleegyezésével Baszileiosz személyesen szúrta le a kiváló politikusi erényekkel megáldott Bardaszt a krétai hadjárat során. 866. május 26-án ezért Konstantinápolyban megkapta a társcsászári koronát. A szeszélyes Mikhaél azonban hamarosan kezdett elhidegülni kegyencétől, aki jobbnak látta 867. szeptember 24-ére virradóra meggyilkolni karrierjének egyengetőjét.
Bár háttere és addigi életútja alapján nem lett volna várható, Baszileiosz eredményes uralkodónak bizonyult. Az általa megalapított, gyakran Makedónnak nevezett dinasztia korában a birodalom minden fronton terjeszkedett, és Európa legerősebb hatalmává vált, pénzügyeit takarékosan igazgatták. Emellett Baszileiosz törvényalkotó tevékenysége is kiemelkedő volt.

## Valláspolitika
Baszileiosz szakított elődei vallási politikájával. Jó kapcsolatokat ápolt Rómával, és egyik első intézkedése volt, hogy a II. Adorján pápa által javasolt Ignatioszt ültette az egyházszakadást okozó Phótiosz konstantinápolyi pátriárka helyére. A monostorba záratott Phótioszt a 869/870-ben összehívott negyedik konstantinápolyi zsinat (VIII. egyetemes zsinat) kiközösítette – a császár már ezzel jelezte, hogy nem elégszik meg a pápa korábbi kiközösítésével. A kezdeti jó viszony még tovább romlott nem sokkal ezt követően.
A zsinat feloszlása után három nappal újra összeült, hogy fogadják a bolgárok követeit. Az első keresztény bolgár uralkodó, Borisz – aki a keresztségben a Mihály nevet kapta – ugyanis korábban Rómához csatlakozva vette fel a Krisztus-hitet, hogy fenntartsa függetlenségét Bizánctól. Rómából azonban ehhez gyakorlatilag semmiféle segítséget nem kapott, így végül kénytelen volt elfogadni a császári főséget. A zsinat a keleti pátriárkák döntése értelmében – a legátusok heves tiltakozása mellett – a bolgár keresztény egyházat Konstantinápoly alárendeltségébe rendelte. Baszileiosz a keleti szláv területeken és a Nyugat-Balkánon zajló missziót is folytatta.
A vallási után a politikai együttműködés is meghiúsult Rómával és a nyugati császársággal a 870-es évek elején, így Baszileiosz jobbnak látta változtatni kezdeti valláspolitikáján. Már 875-ben visszahívta Phótioszt Konstantinápolyba, hogy a császárfiakat nevelje; Ignatiosz 877-es halála után pedig másodszor is ő lehetett a pátriárka. Október 26-i kinevezését VIII. János pápa is elismerte, noha előzőleg támasztott feltételei nem teljesültek; mi több, 879 novemberében a pápai legátusok jelenlétében a szinódus visszavonta Phótiosz korábbi kiközösítését.

## Hadügyek

### Nyugat: Itália és az adriai térség
A 9. század első felében az arabok elragadták Dél-Itáliát a császárságtól. Innen kiindulva muszlim flotta támadt az Adriai-tenger dalmáciai városaira, köztük 867-ben Ragusára, melynek lakói Konstantinápolyból kértek segítséget. Baszileiosz hajóhada megjelenésével félbeszakította a tizenöt hónapja tartó tengeri ostromot, az arabok pedig visszavonultak. Ekkor szervezték themává Dalmácia területét, amely azonban csak névlegesen ismerte el a bizánci főséget, gyakorlatilag a szomszédos szlávok – így az önállósodó Szerbia – befolyása alatt állt.
Az Adria biztosítását követően a császár ambiciózus tervet dolgozott ki az itáliai és szicíliai arab jelenlét felszámolására: a pápával és II. Lajos frank császárral szövetkezve tervezte a kiűzésüket. A terv végül nem valósult meg. Lajos 871-ben visszafoglalta Barit, de nem szolgáltatta vissza Bizáncnak, mire Baszileiosz felmondta korábbi dinasztikus terveket a bizánci császárfi és a frank császárlány összeházasításával kapcsolatban, sőt vitatni kezdte Lajos jogát a császári cím használatára. Szicíliában semmiféle változás nem történt, továbbra is csak Taormina és Szürakuszai védekezett az arabok ellen, mint a bizánci jelenlét utolsó védbástyái, közben 870-ben Málta kulcsfontosságú szigete is a szaracénok kezébe került. Mindennek ellenére Baszileiosz mégis nyereségeket könyvelhetett el az Appennini-félszigeten: 873-ban a beneventói fejedelem lázadt fel Lajos ellen, és fogadta el Bizáncot urának, 876-ban pedig a bari helyőrség állt át a konstantinápolyi császár oldalára.
Szürakuszai 878-as eleste súlyos csapást jelentett a bizánci pozíciókra a térségben, de ezt némileg kompenzálta a 880-as években Niképhorosz Phókasz vezetésével megindult hadjárat, mely gyakorlatilag egész Dél-Itáliát bizánci kézbe adta. Baszileiosz még egy tengeri ellencsapást is indított, ami hét évre megszerezte számára Ciprust. Az ideiglenes sikerek ellenére a Földközi-tenger továbbra is arab kézen maradt.

### Kelet: Anatólia
Baszileiosz uralkodása alatt a nyugati hadszíntér élvezett nagyobb prioritást, de keleten is el nem hanyagolható eredményeket sikerült elérni. Anatólia területén egyre súlyosabb gondot jelentettek a bogumil (paulikiánus) eretnekek: miután vezérük, Khrüszokhir meghalt, nyíltan saját államot kívántak létrehozni az Eufrátesz mentén, és ebben a szaracénok is segítettek nekik. 872-ben a császár sógora, Khrisztophorosz az arabok támogatását élvező paulikiánusokat végleg leverte, 873-ban pedig megszerezte Szamoszatát és Zapetrát, a két fontos határ menti erődöt.

## Törvénykezés
Baszileiosz nevét nem csak sikeres politikája, hanem törvénykezésben játszott szerepe is megőrizte az utókor számára. Azt a célt tűzte ki maga elé, hogy Justinianus akkor háromszáz éves törvénygyűjteményét, a Codex Juris Civilist megújítsa, az ő szóhasználatával „megtisztítsa”. Jelentős kompilációját azonban sosem publikálták – más kérdés, hogy alapul szolgáltak a törvényhozóként ismert utód, VI. Leó munkásságához, illetve Baszileiosz és fia idején kiadott törvényeihez, az ún. Baszilikákhoz. A korszakból mindössze két kisebb jogi munka maradt fenn, a 870–879 között kiadott Prokheiron, amely 40 pontba szedve a legfontosabb rendelkezések válogatása volt, és kézikönyvként szolgált, továbbá a nagy törvénykönyv előszavának szánt, Phótiosz keze nyomát magán viselő Epanagógé, mely egyenrangú felekként tünteti fel a császárt és a pátriárkát.

## Halála, utódai

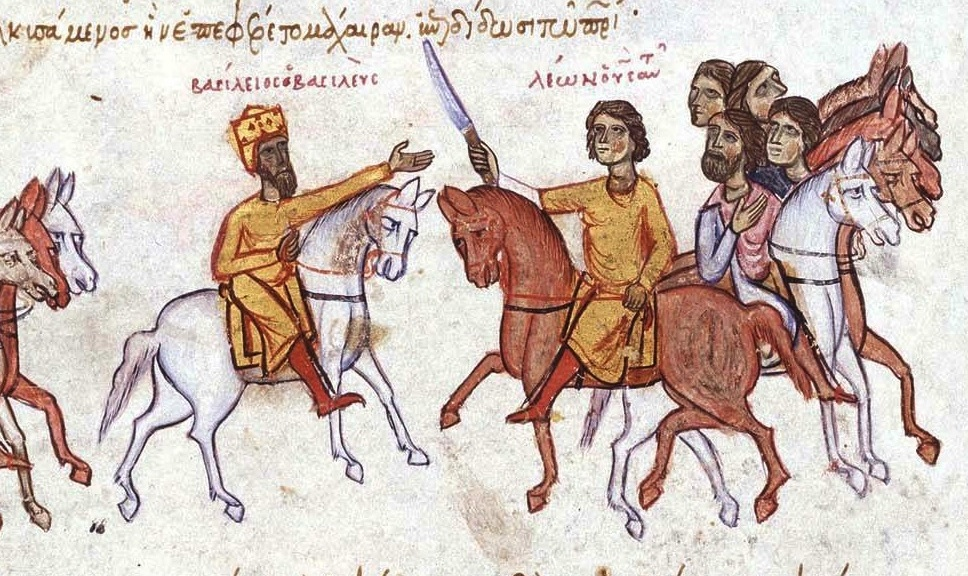
I. Baszileiosz és fia, VI. León Ióannész Szkülitzész krónikájában

Baszileosz 886. augusztus 29-én halt meg vadászbalesetben, de már 879 óta súlyos depresszió gyötörte. Ekkor halt meg ugyanis elsőszülött fia, az első feleségétől, Mariától származó Kónsztantinosz, aki 869. január 6. óta viselte a társcsászári rangot. Így Eudokia Ingerinától származó legnagyobb gyermeke, León lett a trónörökös – ő egy évvel féltestvérét követően, 870. január 6-án lett társcsászár. 879-ben León mellé Alexandrosz nevű öccse is megkapta a császári diadémot.
A híradások szerint Leónt nem kedvelte apja, és bizalmatlan volt vele szemben. Bár valóban nem bizonyult szerencsés és tehetséges uralkodónak, törvényhozásával kiérdemelte a Bölcs melléknevet. Trónra lépve maga mellé vette fivérét, Alexandroszt, Phótioszt pedig száműzte, és kisebbik öccsével, Sztephanosszal töltette be a pátriárkai méltóságot. Halála után rövid ideig öccse uralkodott III. Alexandrosz néven. Bár viszonyukat az apa-fiú konfliktus terhelte, León idején Baszileiosz öröksége, a szilárd, későbbi terjeszkedésre is alkalmas birodalom megmaradt.